# Mánfa
Mánfa község Baranya vármegyében, a Komlói járásban.

## Fekvése
Mánfa a Mecsek – Hegyhát üdülőkörzetben helyezkedik el. Megközelíthető a Pécs-Sásd-Kaposvár közti 66-os főúton, illetve Komló felől a 6543-as úton, amit legutóbb 2012 őszén újítottak fel.

## Története
A mai település Mánfa és Budafa (Pécsbudafa) egyesüléséből jött létre. Nevét az oklevelek Manfa és Márnfa alakban írták.
A település birtokosai a Bátmonostori-, Kisvárdai családok voltak, majd a pécsi püspökség birtoka lett. A török időkben is lakott hely volt, azonban lakossága megfogyatkozott. A hódoltság végén csak 12 lakost számoltak össze a településen.
1949-ben hozzácsatolták (Pécs)Budafát, majd 1958-ban Komlóhoz csatolták. 1991-ben népszavazáson szakadt el Komlótól.

## Közélete

### Polgármesterei
- 1991–1994:
- 1994–1998: Schmidt Zoltán (független)[4]
- 1998–2002: Schmidt Zoltán (független)[5]
- 2002–2006: Schmidt Zoltán (független)[6]
- 2006–2010: Hohn Krisztina (független)[7]
- 2010–2014: Hohn Krisztina (független)[8]
- 2014–2018: Hohn Krisztina (független)[9]
- 2018–2019: Takács Zsolt (független)[10][11]
- 2019–2024: Takács Zsolt (független)[12]
- 2024– : Takács Zsolt (független)[1]

A településen 2018. szeptember 30-án időközi polgármester-választást kellett tartani, mert a községet addig vezető Hohn Krisztina országgyűlési képviselői mandátumot szerzett, s a hatályos jogszabályok szerint ez összeférhetetlen volt a polgármesteri tisztséggel, emiatt utóbbiról lemondott. Helyére aránylag sok, öt jelölt pályázott, a győztesnek ennek ellenére 66,47 %-os eredménnyel sikerült mandátumot szereznie.

## Népesség
A település népességének változása:
| Lakosok száma | 798  | 795  | 768  | 687  | 749  | 767  | 758  | 736  |
|               | 2013 | 2014 | 2015 | 2019 | 2021 | 2022 | 2023 | 2024 |

A 2011-es népszámlálás során a lakosok 81,9%-a magyarnak, 8,1% cigánynak, 0,5% horvátnak, 0,2% lengyelnek, 3,4% németnek mondta magát (17,9% nem nyilatkozott; a kettős identitások miatt a végösszeg nagyobb lehet 100%-nál). A vallási megoszlás a következő volt: római katolikus 40,6%, református 4,5%, evangélikus 0,6%, görögkatolikus 0,4%, felekezeten kívüli 19,6% (32,7% nem nyilatkozott).
2022-ben a lakosság 86,6%-a vallotta magát magyarnak, 4,6% cigánynak, 2,2% németnek, 0,4% lengyelnek, 0,3% horvátnak, 0,1-0,1% szlováknak, ukránnak, románnak és szerbnek, 2,7% egyéb, nem hazai nemzetiségűnek (13,2% nem nyilatkozott; a kettős identitások miatt a végösszeg nagyobb lehet 100%-nál). Vallásuk szerint 29,9% volt római katolikus, 3,9% református, 0,7% evangélikus, 0,4% görög katolikus, 2,2% egyéb keresztény, 1% egyéb katolikus, 19,9% felekezeten kívüli (42% nem válaszolt).

## Nevezetességei

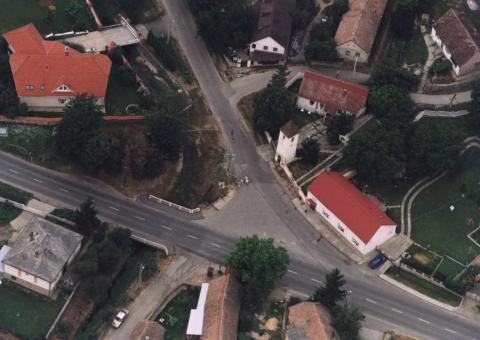
Mánfa légi felvételen

- Római katolikus templom

Árpád-kori, a Sarlós Boldogasszony tiszteletére szentelt temploma a 12. században épült, román stílusban. A 13., 14. században kibővítették, bejáratát és ablakait gótikus stílusúra alakították át.
- A Mánfai-kőlyuk egy 1982 óta fokozottan védett barlang. A Mélyvölgy alsó szakaszán, a Zsidó-völgy betorkollásánál nyíló barlang bejáratának mérete a hegységben egyedülálló. Elsőként Hölbling Miksa említette, aki 1844-ben járt benne. Feltárását az 1900-as évek elején Ozanich Gyula vezetésével kezdték meg.[17]